# IPad (terza generazione)

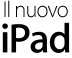
Logo di iPad 3

L'iPad di terza generazione (commercializzato come Il nuovo iPad o colloquialmente come iPad 3) è un tablet computer, sviluppato e prodotto dalla Apple Inc. e presentato il 7 marzo 2012.
In seguito all'introduzione dell'iPad 4, il 23 ottobre 2012, non è più disponibile sull'Apple Store. Il suo ciclo di vita è durato solo 7 mesi, a differenza dei precedenti modelli che in media restavano in commercio per un anno.
Le principali innovazioni del prodotto, rispetto all'iPad 2, sono l'aggiornamento del processore dual core Apple A5, chiamato A5X, la presenza di una fotocamera iSight da 5 megapixel, un Display Retina, con una risoluzione quadrupla rispetto al precedente e l'utilizzo della rete internet 4G. Rispetto alla precedente generazione è leggermente più spesso e pesante (ciò è dovuto soprattutto alla nuova batteria con capienza maggiore). Anche questo modello, insieme all'iPad 2, è compatibile con la Smart Cover, custodia di protezione magnetica sviluppata dalla Apple, ed è commercializzato nei colori bianco e nero.

## Storia
L'iPad di terza generazione è stato presentato il 7 marzo 2012 a San Francisco, durante il consueto Keynote di Apple. Insieme ad esso viene presentata anche la nuova generazione di Apple TV. Tim Cook, per la presentazione dell'iPad, lascia posto sul palco a Phil Schiller, che illustra le novità più importanti della nuova generazione del tablet. A ciò segue una breve demo di alcuni sviluppatori di videogiochi per iOS, che mostrano le prestazioni dei loro principali titoli sul nuovo iPad. Successivamente vengono presentate due nuove applicazioni firmate Apple, già presenti su Mac e ridisegnate per iOS: iPhoto e l'aggiornamento di due applicazioni già disponibili per i dispositivi mobili Apple, GarageBand e iMovie. La presentazione si chiude con un'immagine proiettata sullo schermo che annuncia un 2012 ricco di novità in campo Apple.

## Hardware
Il dispositivo monta una versione potenziata del processore Apple A5, l'A5X, un processore dual core che il produttore dichiara due volte più potente nell'esecuzione dei programmi rispetto al precedente processore Apple A5 e fino a nove volte più potente nell'elaborazione della grafica tridimensionale.
Lo schermo è di tipo multi-touch widescreen lucido retroilluminato LED da 9,7", 2048x1536 pixel a 264 ppi (pixel per pollice) con tecnologia Retina e rivestito da un oleorepellente a prova di impronte, come per il precedente modello.
Anche "Il nuovo iPad" possiede due fotocamere, una anteriore e una posteriore. Quest'ultima è una fotocamera con zoom digitale 5x in grado di eseguire registrazioni video Full HD (1080p) fino a 30 fps con audio, mentre quella frontale è in grado di eseguire registrazioni video VGA fino a 30 fps con audio e sono entrambe dotate della funzione "Tocca & metti a fuoco"; Il dispositivo è compatibile con FaceTime.
La batteria è in grado di fornire dieci ore di autonomia o un mese di stand-by ed è costituita da tre batterie litio-polimeri interne ricaricabili e non removibili da 42,5 wattora. Il Nuovo iPad utilizza le reti Wi-Fi 802.11a/b/g/n e come nuova introduzione una tecnologia Bluetooth 4.0. Il modello 4G inoltre supporta reti LTE, UMTS/HSDPA/HSUPA e GSM/EDGE e possiede il sistema A-GPS.

## Software
Il sistema operativo introdotto con il nuovo iPad è iOS 5.1, il quale, oltre a fornire pieno supporto al Retina Display, introduce diverse migliorie. Viene introdotto anche iPhoto, per la prima volta per iOS.
La maggiore novità software è l'introduzione della dettatura vocale, anche senza la completa adozione di Siri, tecnologia lanciata con l'iPhone 4S, che sarà presente sul nuovo iPad a partire da iOS 6.

## Disponibilità

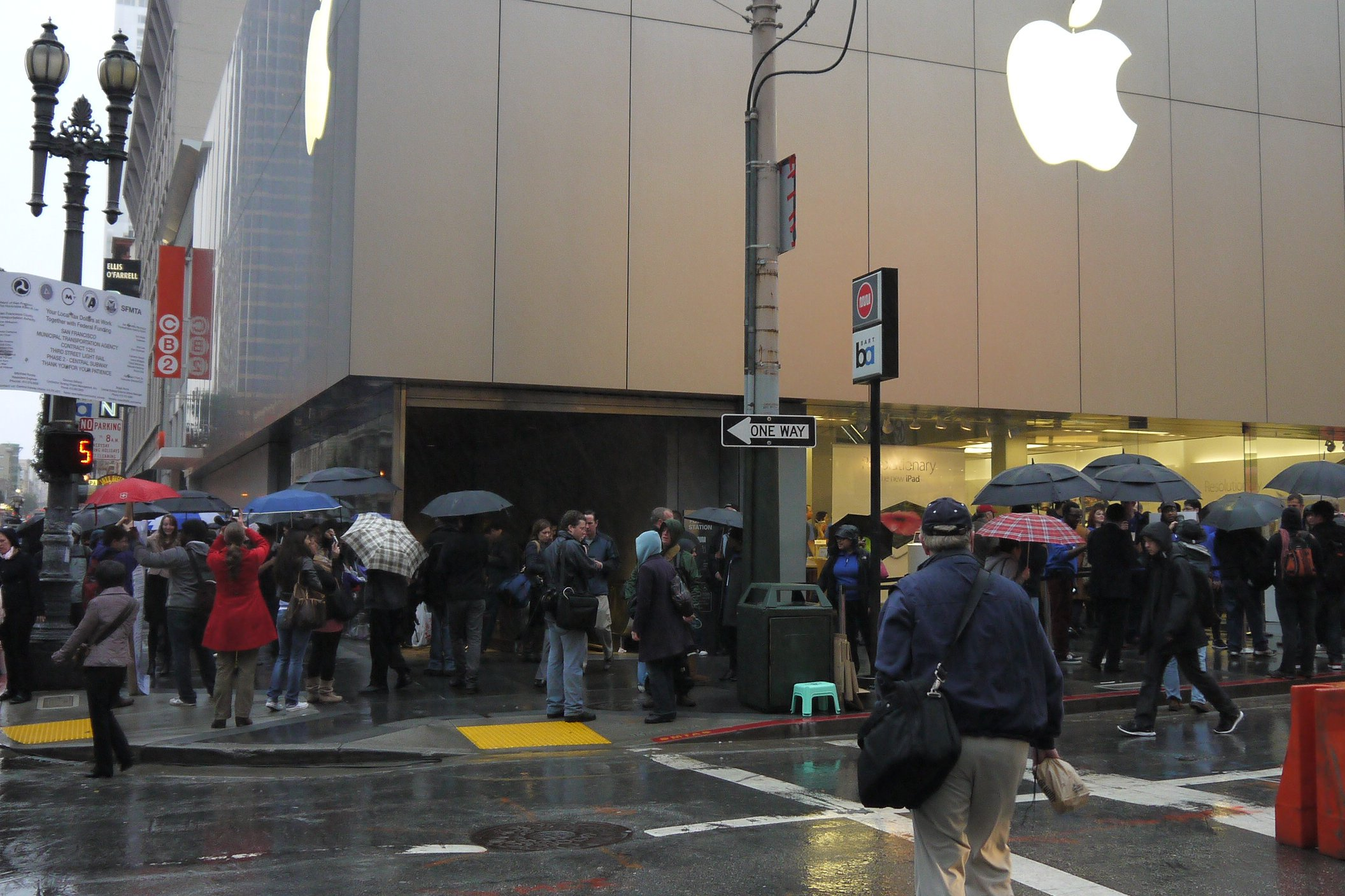
Una coda di clienti in attesa di acquistare il nuovo iPad in un Apple Store.

L'iPad di terza generazione è disponibile in Canada, Stati Uniti, Francia, Germania, Australia, Giappone e Svizzera a partire dal 16 marzo 2012, invece in Italia e in molti altri paesi del continente Europeo sono cominciate le vendite solo a partire dal 23 marzo 2012. Il 27 aprile 2012, il dispositivo ha raggiunto nove nuovi paesi: Colombia, Estonia, India, Israele, Lettonia, Lituania, Montenegro, Sudafrica e Thailandia.
È stato possibile pre-ordinare il tablet già dal 7 marzo 2012 sullo store ufficiale del produttore.
Dal 12 maggio 2012, Il nuovo iPad è disponibile in 90 paesi e si presume che la commercializzazione continuerà la sua espansione.
È stato certamente l'IPad più sfortunato della storia, infatti, a soli pochi mesi dalla sua uscita è stato sostituito dall'IPad di quarta generazione mantenendo esattamente lo stesso design e le stesse caratteristiche fisiche aggiornando però parte dell'hardware (es. porta Lightning). Sorpresa poco gradita da chi aveva acquistato da poco.